# HC Olympia Kolos Sekvoia
Der HC Olympia Kolos Sekvoia (ukr: Хокейний клуб Олімпія–Колос–Секвойя) ist ein ukrainischer Hockey-Club aus der rund 350 km südwestlich von Kiew gelegenen Stadt Winnyzja. Gegründet 1998, erhielt der Verein fünf Jahre später einen Hockeykunstrasenplatz. Der in blauen Trikots und blauen Hosen spielende Club ist mit rund 600 Mitgliedern der größte des Landes und aktuell auch der erfolgreichste mit neun Meisterschaften auf dem Feld und zwölf Meisterschaften in der Halle. Außerdem konnte der ukrainische Pokal vier Mal gewonnen werden.
In der Saison 2008/2009 hatte sich der Verein aufgrund seiner guten Vorjahresergebnisse in den unteren Europapokalwettbewerben für die Euro Hockey League (EHL) qualifiziert. Kolos Sekvoia schied bereits in der Vorrunde nach 2:5 gegen Grunwald Posen und 0:8 gegen Amsterdamer H&BC aus, was zur Folge hatte, dass die Ukraine in der Folgesaison keinen Startplatz in der EHL erhielt. 2010/2011 kehrte der Club zurück in die EHL, verlor aber wieder beide Vorrundenspiele 3:4 gegen den irischen Vertreter Pembroke Wanderers HC und 2:9 gegen HGC Wassenaar aus den Niederlanden. 

## Internationale Erfolge

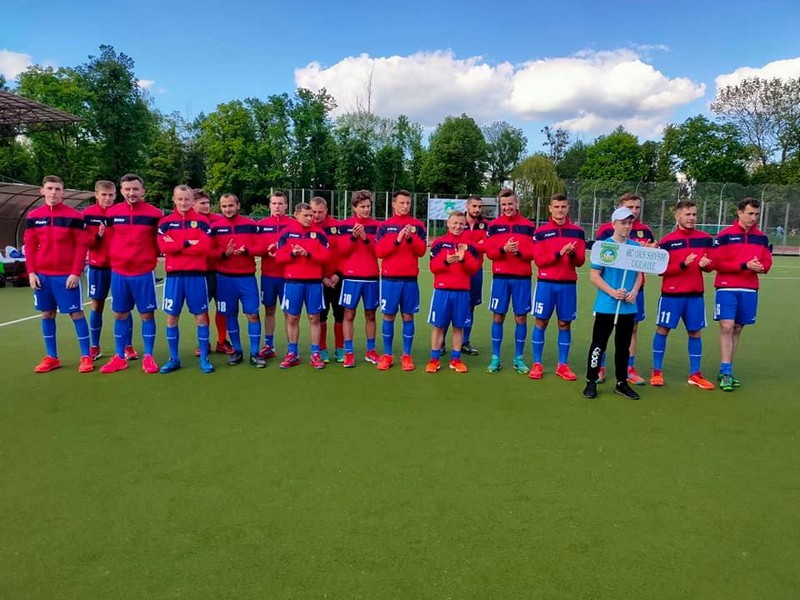
Mannschaftsfoto von HC OKS-ShVSM, 2021

- Gewinner EuroHockey Club Challenge (Halle) 2002
- Gewinner EuroHockey Club Challenge (Feld) 2003, 2017
- 3. Platz EuroHockey Club Trophy (Feld) 2008
- 3. Platz EuroHockey Club Trophy (Feld) 2010